# Cranioleuca
Cranioleuca és un gènere d'ocells de la família dels furnàrids (Furnariidae).

## Taxonomia
Segons la classificació del Congrés Ornitològic Internacional (versió 14.2, 2024) aquest gènere està format per 20 espècies:
- Cranioleuca marcapatae - cuaespinós de Marcapata.
- Cranioleuca albiceps - cuaespinós coronat.
- Cranioleuca vulpina - cuaespinós vulpí.
- Cranioleuca dissita - cuaespinós de Coiba.
- Cranioleuca vulpecula - cuaespinós de Parker.
- Cranioleuca subcristata - cuaespinós crestat.
- Cranioleuca pyrrhophia - cuaespinós de coroneta ratllada.
- Cranioleuca henricae - cuaespinós de Bolívia.
- Cranioleuca obsoleta - cuaespinós olivaci.
- Cranioleuca pallida - cuaespinós de Minas Gerais.
- Cranioleuca semicinerea - cuaespinós capgrís.
- Cranioleuca albicapilla - cuaespinós de cresta cremosa.
- Cranioleuca erythrops - cuaespinós cara-roig.
- Cranioleuca demissa - cuaespinós dels tepuis.
- Cranioleuca hellmayri - cuaespinós de Hellmayr.
- Cranioleuca curtata - cuaespinós cellagrís.
- Cranioleuca antisiensis - cuaespinós galta-ratllat.
- Cranioleuca muelleri - cuaespinós escatós.
- Cranioleuca berlepschi
- Cranioleuca weskei